# Vouzeron
Vouzeron est une commune française située dans le département du Cher, en région Centre-Val de Loire.

## Géographie

### Climat
Pour des articles plus généraux, voir Climat du Centre-Val de Loire et Climat du Cher.
En 2010, le climat de la commune est de type climat océanique dégradé des plaines du Centre et du Nord, selon une étude du CNRS s'appuyant sur une série de données couvrant la période 1971-2000. En 2020, Météo-France publie une typologie des climats de la France métropolitaine dans laquelle la commune est exposée à un climat océanique altéré et est dans la région climatique Centre et contreforts nord du Massif Central, caractérisée par un air sec en été et un bon ensoleillement.
Pour la période 1971-2000, la température annuelle moyenne est de 11,1 °C, avec une amplitude thermique annuelle de 15,4 °C. Le cumul annuel moyen de précipitations est de 741 mm, avec 11,6 jours de précipitations en janvier et 7,3 jours en juillet. Pour la période 1991-2020, la température moyenne annuelle observée sur la station météorologique la plus proche, située sur la commune de Neuvy-sur-Barangeon à 7 km à vol d'oiseau, est de 11,5 °C et le cumul annuel moyen de précipitations est de 869,7 mm,. Pour l'avenir, les paramètres climatiques de la commune estimés pour 2050 selon différents scénarios d'émission de gaz à effet de serre sont consultables sur un site dédié publié par Météo-France en novembre 2022.

## Urbanisme

### Typologie
Au 1er janvier 2024, Vouzeron est catégorisée commune rurale à habitat dispersé, selon la nouvelle grille communale de densité à 7 niveaux définie par l'Insee en 2022.
Elle est située hors unité urbaine. Par ailleurs la commune fait partie de l'aire d'attraction de Vierzon, dont elle est une commune de la couronne,. Cette aire, qui regroupe 20 communes, est catégorisée dans les aires de moins de 50 000 habitants,.

### Occupation des sols
L'occupation des sols de la commune, telle qu'elle ressort de la base de données européenne d’occupation biophysique des sols Corine Land Cover (CLC), est marquée par l'importance des forêts et milieux semi-naturels (86,1 % en 2018), une proportion sensiblement équivalente à celle de 1990 (85,8 %). La répartition détaillée en 2018 est la suivante : 
forêts (77 %), prairies (10,4 %), milieux à végétation arbustive et/ou herbacée (9,1 %), zones agricoles hétérogènes (2,8 %), zones urbanisées (0,5 %), terres arables (0,2 %).
L'évolution de l’occupation des sols de la commune et de ses infrastructures peut être observée sur les différentes représentations cartographiques du territoire : la carte de Cassini (XVIIIe siècle), la carte d'état-major (1820-1866) et les cartes ou photos aériennes de l'IGN pour la période actuelle (1950 à aujourd'hui).

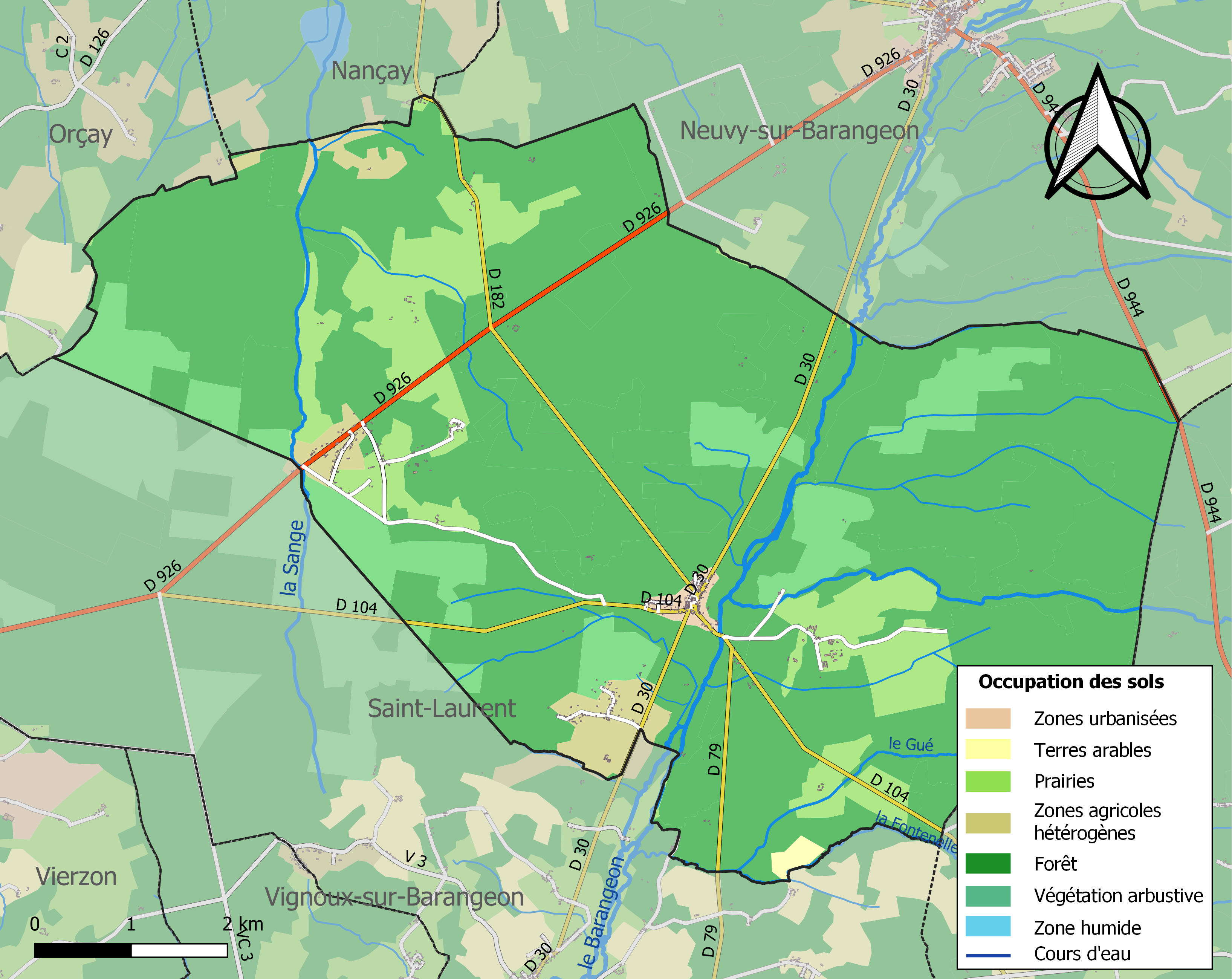
Carte des infrastructures et de l'occupation des sols de la commune en 2018 (CLC).

### Habitat et logement
En 2019, le nombre total de logements dans la commune était de 304, alors qu'il était de 287 en 2014 et de 274 en 2009.
Parmi ces logements, 71,2 % étaient des résidences principales, 15,1 % des résidences secondaires et 13,7 % des logements vacants. Ces logements étaient pour 96 % d'entre eux des maisons individuelles et pour 4 % des appartements.
Le tableau ci-dessous présente la typologie des logements à Vouzeron en 2019 en comparaison avec celle du Cher et de la France entière. Une caractéristique marquante du parc de logements est ainsi une proportion de résidences secondaires et logements occasionnels (15,1 %) supérieure à celle du département (7,5 %) et à celle de la France entière (9,7 %). Concernant le statut d'occupation de ces logements, 72,2 % des habitants de la commune sont propriétaires de leur logement (72,7 % en 2014), contre 67 % pour le Cher et 57,5 pour la France entière.
| Typologie                                               | Vouzeron | Cher | France entière |
| ------------------------------------------------------- | -------- | ---- | -------------- |
| Résidences principales (en %)                           | 71,2     | 79,4 | 82,1           |
| Résidences secondaires et logements occasionnels (en %) | 15,1     | 7,5  | 9,7            |
| Logements vacants (en %)                                | 13,7     | 13   | 8,2            |

### Risques majeurs
Le territoire de la commune de Vouzeron est vulnérable à différents aléas naturels : météorologiques (tempête, orage, neige, grand froid, canicule ou sécheresse), feux de forêts, mouvements de terrains et séisme (sismicité faible). Il est également exposé à un risque technologique,  le transport de matières dangereuses. Un site publié par le BRGM permet d'évaluer simplement et rapidement les risques d'un bien localisé soit par son adresse soit par le numéro de sa parcelle.

#### Risques naturels
Le département du Cher est moins exposé au risque de feux de forêts que le pourtour méditerranéen ou le golfe de Gascogne. Néanmoins la forêt occupe près du quart du département et certaines communes sont très vulnérables, notamment les communes de Sologne dont fait partie Vouzeron. Il est ainsi défendu aux propriétaires de la commune et à leurs ayants droit de porter ou d’allumer du feu dans l'intérieur et à une distance de 200 mètres des bois, forêts, plantations, reboisements ainsi que des landes. L’écobuage est également interdit, ainsi que les feux de type méchouis et barbecues, à l’exception de ceux prévus dans des installations fixes (non situées sous couvert d'arbres) constituant une dépendance d'habitation.

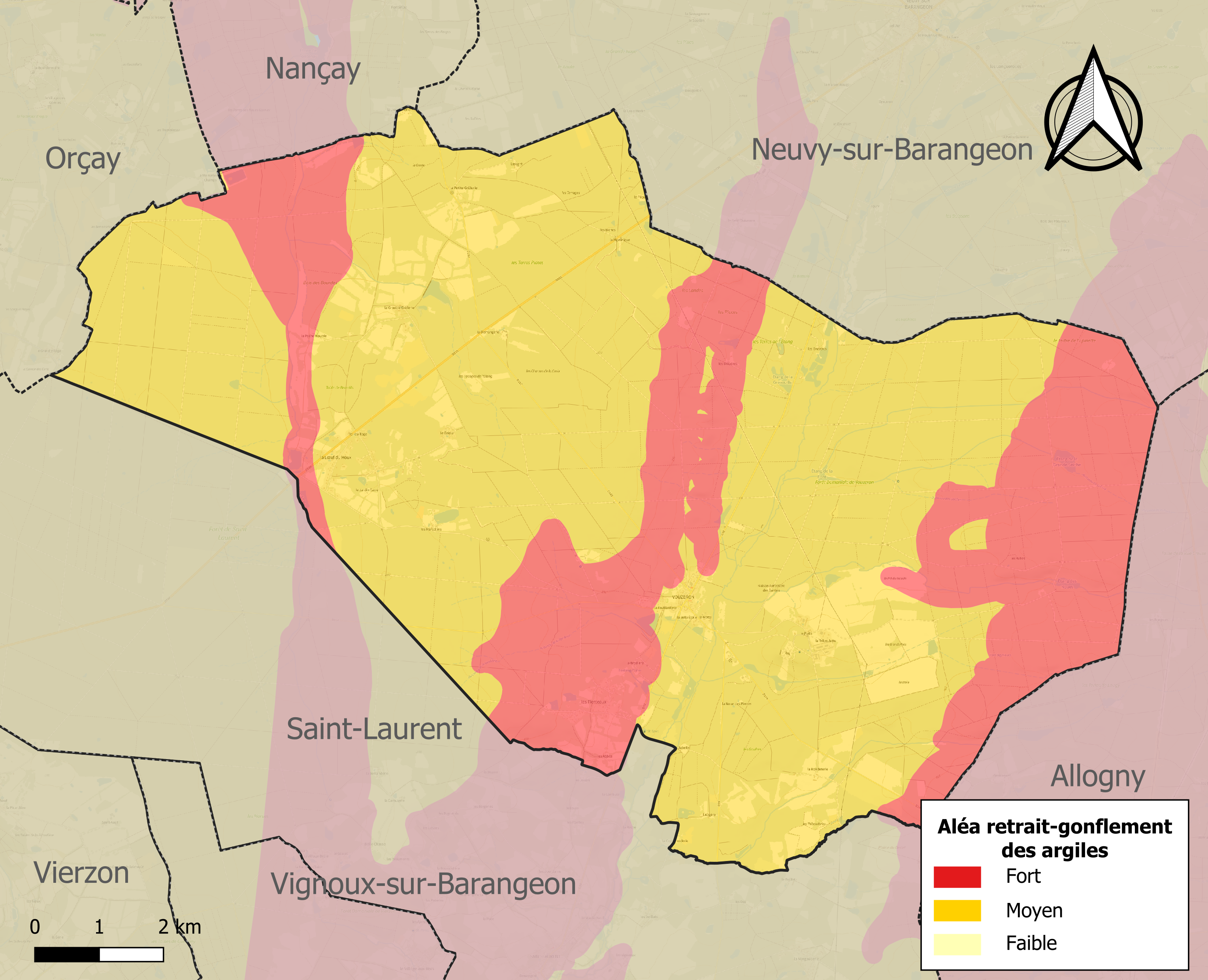
Carte des zones d'aléa retrait-gonflement des sols argileux de Vouzeron.

La commune est vulnérable au risque de mouvements de terrains constitué principalement du retrait-gonflement des sols argileux. Cet aléa est susceptible d'engendrer des dommages importants aux bâtiments en cas d’alternance de périodes de sécheresse et de pluie. La totalité de la commune est en aléa moyen ou fort (90 % au niveau départemental et 48,5 % au niveau national). Sur les 281 bâtiments dénombrés sur la commune en 2019, 281 sont en aléa moyen ou fort, soit 100 %, à comparer aux 83 % au niveau départemental et 54 % au niveau national. Une cartographie de l'exposition du territoire national au retrait gonflement des sols argileux est disponible sur le site du BRGM,.
Concernant les mouvements de terrains, la commune a été reconnue en état de catastrophe naturelle au titre des dommages causés par la sécheresse en 1989, 1992, 2002, 2018 et 2019 et par des mouvements de terrain en 1999.

#### Risques technologiques
Le risque de transport de matières dangereuses sur la commune est lié à sa traversée par des infrastructures routières ou ferroviaires importantes ou la présence d'une canalisation de transport d'hydrocarbures. Un accident se produisant sur de telles infrastructures est en effet susceptible d’avoir des effets graves au bâti ou aux personnes jusqu’à 350 m, selon la nature du matériau transporté. Des dispositions d’urbanisme peuvent être préconisées en conséquence.

## Histoire

### Moyen Âge
La seigneurie de Vouzeron alors détenue par Georges, Damoiseau, tentera une veine défense depuis son château médiéval aujourd'hui disparu, probablement situé au lieudit "La Motte" contre le Prince Noir lors de sa chevauchée de 1356.

### Époque contemporaine
Une ligne ferroviaire à voie métrique de 68 km reliant Neuilly-en-Sancerre (gare de Neuilly-Moulin-Jamet) à Vierzon a fonctionné d'une manière déficitaire de 1914 à 1939, disposant d'une gare à Vouzeron devenue une résidence.
En 1932, l’État acquiert une superficie de 2 150 hectares de bois, bocages, landes et friches agricoles, grâce aux ressources d’une taxe sur le produit des jeux. A l’issue d'importants travaux de reboisement, cet ensemble constitue la forêt domaniale de Vouzeron.

#### Guerre d'Espagne et Seconde Guerre mondiale
Au moment de l'effondrement de la république espagnole, qui provoque la Retirada, d’importantes arrivées de réfugiés espagnols ont lieu. Entre le 30 janvier et le 9 février 1939, 3 002 réfugiés espagnols fuyant devant les troupes de Franco, arrivent dans le Cher,. Ils sont acheminés en quatre convois à la gare de Bourges. Le château de Vouzeron, propriété du syndicat des métallurgistes CGT de la région parisienne, est prêté par le syndicat par solidarité pour héberger ces camarades infortunés,.
Les réfugiés sont essentiellement des femmes et des enfants, sont soumis à une quarantaine stricte, du fait des risques d’épidémie. Le courrier est limité, le ravitaillement, s'il est peu varié et cuisiné à la française, est cependant assuré. Au printemps et à l'été, les réfugiés sont regroupés au camp de Châteaufer (commune de Bruère-Allichamps).

## Politique et administration

### Rattachements administratifs et électoraux
La commune se trouve dans le département du Cher et, depuis 1984, dans l'arrondissement de Vierzon. Pour l'élection des députés, elle fait partie depuis 1988 de la deuxième circonscription du Cher.
la commune faisait partie de 1801 à 1973 du canton de Vierzon, année où celui-ci est scindé et la commune rattachée| au canton de Vierzon-2. Dans le cadre du redécoupage cantonal de 2014 en France, elle fait désormais partie du canton de Saint-Martin-d'Auxigny.

### Intercommunalité
La commune faisait partie de la communauté de communes les Villages de la Forêt, créée en 1999.
Cette intercommunalité a fusionné avec sa voisine pour former, le 1er janvier 2020, la communauté de communes Vierzon-Sologne-Berry et Villages de la Forêt dont la commune est désormais membre.

### Liste des maires successifs
| Période                                  | Période                       | Identité            | Étiquette | Qualité |
| ---------------------------------------- | ----------------------------- | ------------------- | --------- | --- |
| Les données manquantes sont à compléter. |                               |                     |           | |
| au XIXe siècle                           |                               | Eugène Albert       |           | Propriétaire du château                                                                                             |
| Les données manquantes sont à compléter. |                               |                     |           | |
| 1929                                     | 1953                          | Henri Compoint      |           | Médecin |
| 1953                                     | 1968                          | Henri Saillant      |           | Médecin |
| 1968                                     | 1973                          | Bernadette Saillant |           | |
| 1973                                     | 1988                          | Claude Perrot       |           | Agriculteurs |
| 1988                                     | mars 2014                     | Jean-Marie Jouannet |           | Président de la communauté de communes les Villages de la Forêt (2001 → 2014)                                       |
| mars 2014,                               | En cours (au 2 décembre 2021) | Zitony Harket       | SE        | Retraité Ancien commercial chez un grand distributeur pétrolier et ancien militaire Réélu pour le mandat 2020-2026, |

## Démographie
L'évolution du nombre d'habitants est connue à travers les recensements de la population effectués dans la commune depuis 1793. Pour les communes de moins de 10 000 habitants, une enquête de recensement portant sur toute la population est réalisée tous les cinq ans, les populations de référence des années intermédiaires étant quant à elles estimées par interpolation ou extrapolation. Pour la commune, le premier recensement exhaustif entrant dans le cadre du nouveau dispositif a été réalisé en 2007.

En 2022, la commune comptait 582 habitants, en évolution de +3,93 % par rapport à 2016 (Cher : −2,48 %, France hors Mayotte : +2,11 %).
| 1793 | 1800 | 1806  | 1821 | 1831 | 1836 | 1841 | 1846 | 1851 |
| ---- | ---- | ----- | ---- | ---- | ---- | ---- | ---- | ---- |
| 711  | 797  | 1 057 | 626  | 713  | 771  | 746  | 728  | 737  |

| 1856 | 1861 | 1866 | 1872 | 1876 | 1881 | 1886 | 1891  | 1896  |
| ---- | ---- | ---- | ---- | ---- | ---- | ---- | ----- | ----- |
| 777  | 843  | 892  | 838  | 895  | 898  | 967  | 1 051 | 1 016 |

| 1901 | 1906 | 1911 | 1921 | 1926 | 1931 | 1936 | 1946 | 1954 |
| ---- | ---- | ---- | ---- | ---- | ---- | ---- | ---- | ---- |
| 996  | 975  | 811  | 705  | 643  | 527  | 528  | 532  | 733  |

| 1962 | 1968 | 1975 | 1982 | 1990 | 1999 | 2006 | 2007 | 2012 |
| ---- | ---- | ---- | ---- | ---- | ---- | ---- | ---- | ---- |
| 536  | 414  | 405  | 394  | 441  | 445  | 551  | 556  | 549  |

| 2017 | 2022 | - | - | - | - | - | - | - |
| ---- | ---- | - | - | - | - | - | - | - |
| 566  | 582  | - | - | - | - | - | - | - |

## Culture locale et patrimoine

### Lieux et monuments
- Le château de Vouzeron, date de la fin du XIXe siècle. Il est construit par Hippolyte Destailleur pour Eugène Albert, maire du village et qui s'est enrichi dans la métallurgie, pour servir de domaine de chasse. 
Le château devient, entre 1951 et 1985, une maison de repos, puis un centre de rééducation avant d'être vendu, en 2003, à un particulier néerlandais[36]. Le château est inscrit au titre des monuments historiques en 1995[37].
- Maison de la chasse et de la nature.

### Personnalités liées à la commune
- Lucien Midol (1883-1979), syndicaliste et homme politique, décédé à Vouzeron.
- Eugène Corneau (1894-1976), peintre né sur la commune.
- Louisette Bertholle (1905-1999), auteure, y est morte.